# 唐木田車站

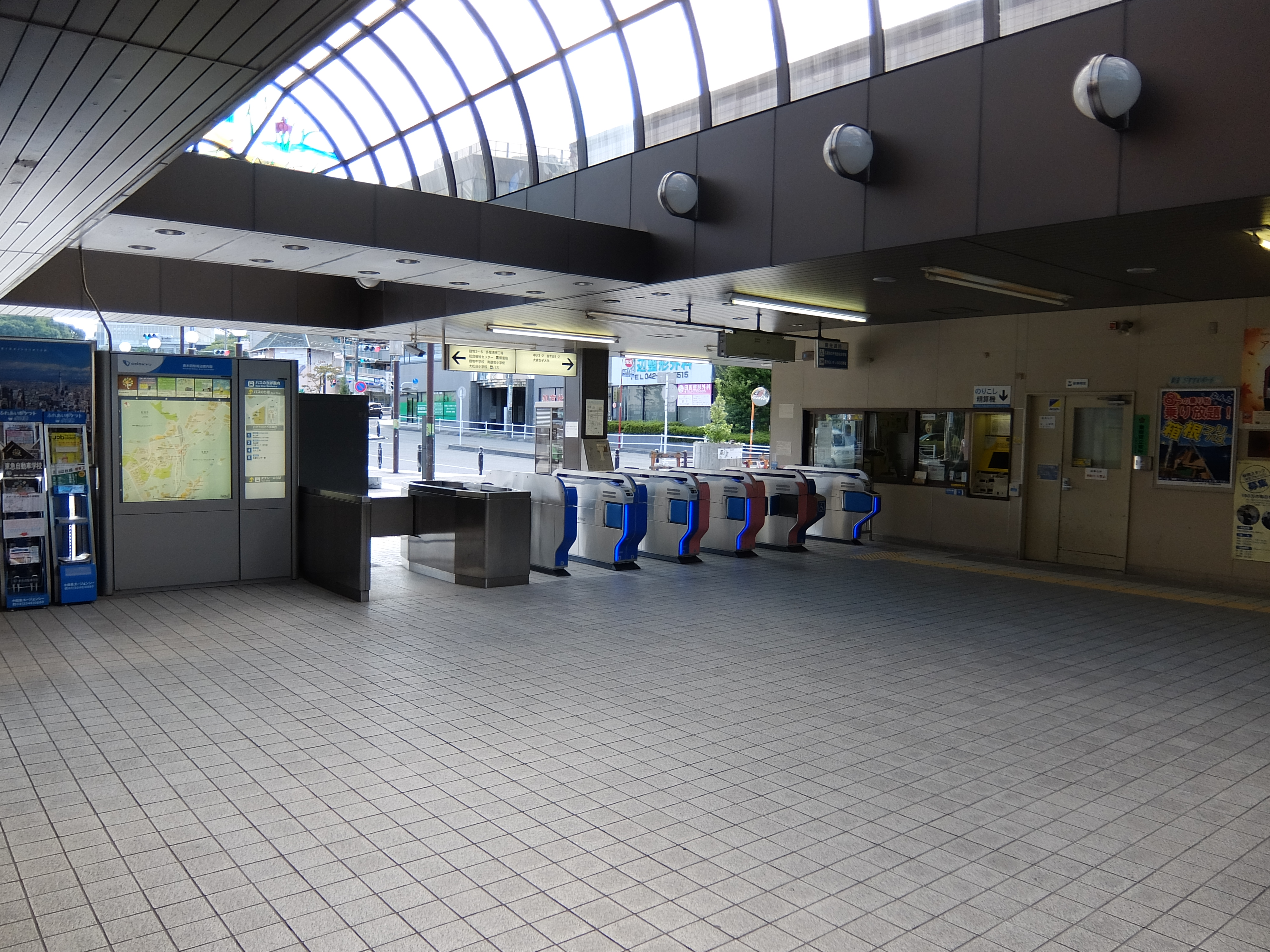
驗票口 (2014年9月)

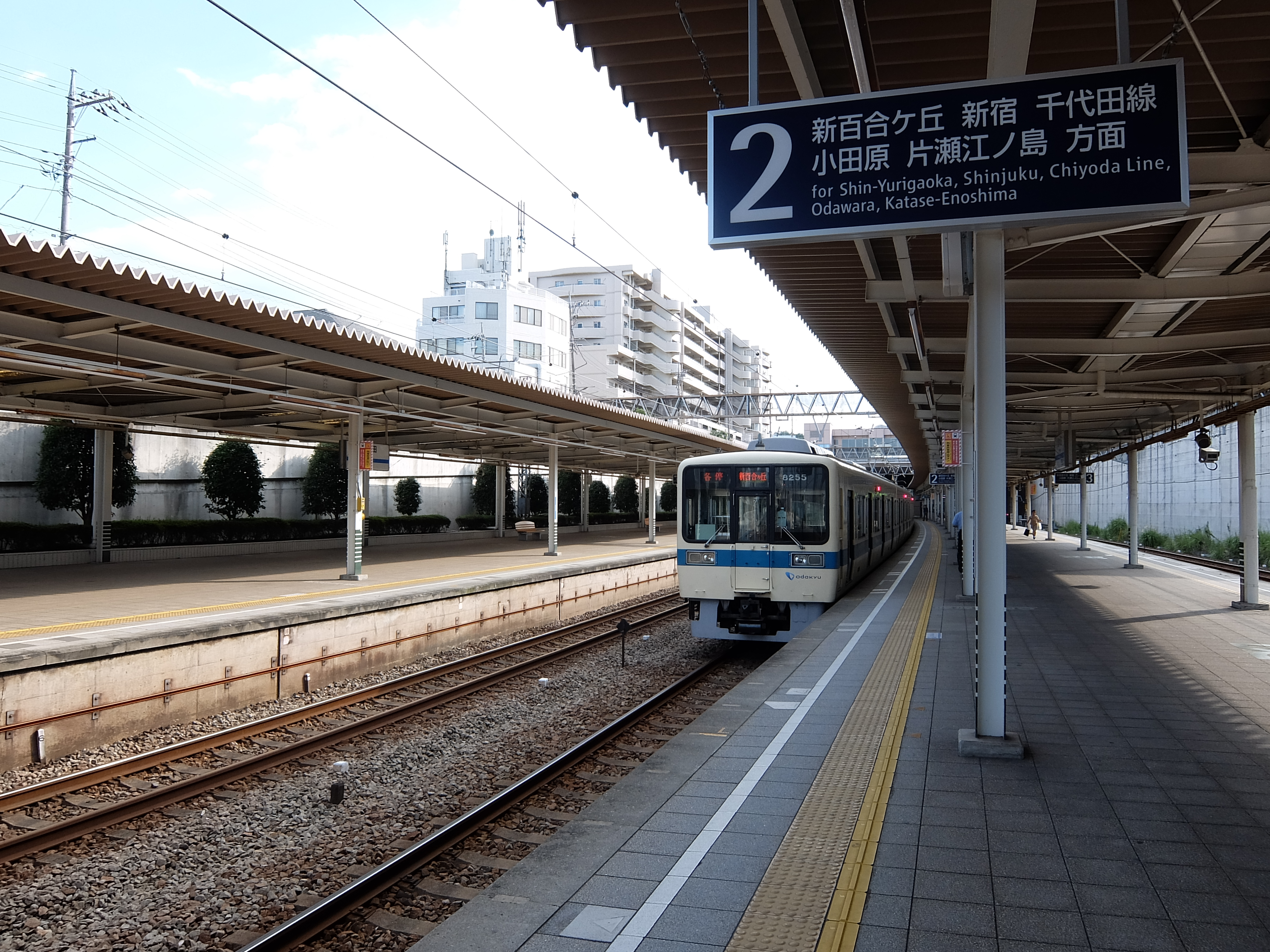
月台 (2014年9月)

唐木田站（日语：／ Karakida eki */?）是位於東京都多摩市唐木田一丁目，屬於小田急電鐵多摩線的鐵路車站。本站是多摩線的終點站，車站編號為OT 07。

## 歷史
本站位於多摩線小田急多摩中心站往相模原方向的延伸路線上，在地方居民的請求下設站。小田急電鐵也為了確保車庫用地而同意設站。
- 1990年（平成2年）3月27日 - 伴隨多摩線延伸而設站，為小田急電鐵第69座車站。為各站停車停靠站。
- 2000年（平成12年）12月2日 - 浪漫特快「Homeway」與急行開始在多摩線運行，本站為停靠站。
- 2002年（平成14年）3月23日 - 新增多摩急行班次，為其停靠站。
- 2004年（平成16年）12月11日 - 新增區間準急班次，為其停靠站。
- 2008年（平成20年）3月20日 - 浪漫特快「Metro Homeway」開始運行，為其終點站。
- 2016年（平成28年）3月26日 - 廢止停靠本站浪漫特快「Homeway」、「Metro Homeway」與區間準急。

## 站名由來
取自車站所在地西南方的地名。月台大部分屬於多摩市中澤地區，站務室與站房商店用地則屬於唐木田地區。

## 車站構造
本站是側式月台1面1線（1號月台）與島式月台1面2線（2、3號月台），共計2面3線的地面車站，並設有跨站式站房。月台南端有樓梯通往剪票口。因為此地有喜多見檢車區唐木田出張所，因此有許多回送列車。喜多見檢車區唐木田出張所可不掉頭直接至2、3號月台。站內在夜晚會停放三列6輛編組列車、四列8輛編組列車、九列10輛編組列車。
| 月台    | 路線   | 目的地                                           |
| ------- | ------ | ------------------------------------------------ |
| 1、2、3 | 多摩線 | 新百合丘、新宿、千代田線、小田原、片瀨江之島方向 |

## 利用狀況
2016年度1日平均上下車人次為20,573人。
開業以來1日平均上下車、上車人次變化如下表。
| 年度               | 1日平均 上下車人次 | 1日平均 上車人次 | 來源   |
| ------------------ | ------------------ | ---------------- | ------ |
| 1989年（平成元年） | 2,944              |                  |        |
| 1990年（平成02年） |                    | 2,227            | [ 5 ]  |
| 1991年（平成03年） |                    | 2,959            | [ 6 ]  |
| 1992年（平成04年） |                    | 3,723            | [ 7 ]  |
| 1993年（平成05年） | 9,190              | 4,718            | [ 8 ]  |
| 1994年（平成06年） |                    | 5,332            | [ 9 ]  |
| 1995年（平成07年） |                    | 5,557            | [ 10 ] |
| 1996年（平成08年） |                    | 5,808            | [ 11 ] |
| 1997年（平成09年） |                    | 6,134            | [ 12 ] |
| 1998年（平成10年） | 12,845             | 6,466            | [ 13 ] |
| 1999年（平成11年） |                    | 6,587            | [ 14 ] |
| 2000年（平成12年） |                    | 6,729            | [ 15 ] |
| 2001年（平成13年） |                    | 7,011            | [ 16 ] |
| 2002年（平成14年） |                    | 7,584            | [ 17 ] |
| 2003年（平成15年） | 16,037             | 8,156            | [ 19 ] |
| 2004年（平成16年） | 16,996             | 8,460            | [ 21 ] |
| 2005年（平成17年） | 18,066             | 8,964            | [ 23 ] |
| 2006年（平成18年） | 18,884             | 9,395            | [ 24 ] |
| 2007年（平成19年） | 19,576             | 9,765            | [ 25 ] |
| 2008年（平成20年） | 19,994             | 9,986            | [ 26 ] |
| 2009年（平成21年） | 20,539             | 10,265           | [ 27 ] |
| 2010年（平成22年） | 21,228             | 10,634           | [ 28 ] |
| 2011年（平成23年） | 21,096             | 10,572           | [ 29 ] |
| 2012年（平成24年） | 21,330             |                  | [ 30 ] |
| 2013年（平成25年） | 21,719             |                  | [ 31 ] |
| 2014年（平成26年） | 21,004             |                  |        |
| 2015年（平成27年） | 21,078             |                  |        |
| 2016年（平成28年） | 20,573             |                  |        |

## 車站周邊
- 站內
  - 橫濱銀行多摩中心支店小田急唐木田站出張所
- 站前
  - 小田急電鐵喜多見檢車區唐木田出張所
  - 警視廳多摩中央警察署（日语：多摩中央警察署）唐木田站前駐在所
  - 唐木田站前郵便局
  - Keiyo D2（日语：ケーヨー）唐木田店
  - BOSE服務中心

- 車站東側
  - 多摩新市鎮環境組合（多摩清掃工場）一部事務組合（八王子、町田、多摩）
  - 多摩市綜合福祉中心
  - AQUA POOL多摩（アクアブルー多摩）（多摩市立室內溫水游泳池）
  - 東京國際鄉村俱樂部
  - 多摩市立大松台小學校
  - 多摩市立鶴牧中學校

- 車站西側
  - 大妻女子大學多摩校區
  - 大妻多摩中學校、高等學校（日语：大妻多摩中学高等学校）
  - 大和證券研修中心
  - 三菱東京UFJ銀行情報中心
  - 全勞濟（日语：全国労働者共済生活協同組合連合会）情報中心
  - 關東三菱汽車販售株式會社多摩新市鎮店
  - 三菱汽車多摩設計中心
  - 唐木田稻荷神社
  - 唐木田之道（からきだの道）
  - 東急駕駛學校（日语：東急自動車学校）
  - Green Walk多摩（日语：ぐりーんうぉーく多摩）

## 巴士路線
巴士由京王巴士南運行。
- 唐木田站剪票口前乘車處
  - 永52系統 『多摩市迷你巴士（日语：多摩市ミニバス）東西線』往永山站
- Keiyo D2前乘車處
  - 永53系統 『多摩市迷你巴士東西線』往永山站
- 站前郵便局前乘車處
  - 多43系統 往多摩中心站
- 站前郵便局前對向乘車處
  - 多43系統 往日本大學第三高等學校

## 相模原延伸
未來在駐日美軍返還部分相模補給總庫用地後，小田急計畫將本線往町田市小山田、神奈川縣相模原市方向延伸。2014年5月26日，在與町田市及相模原市的會談中決議推動多摩線延伸，並目標在中央新幹線預定通車的2027年以前完成。

## 相鄰車站
小田急電鐵
 多摩線
■快速急行、□通勤急行、■急行、■各站停車（通勤急行僅平日上行，全部車種至小田急永山為止皆為各站停車）
小田急多摩中心（OT 06）－唐木田（OT 07）

## 外部連結
- 唐木田 - 小田急電鐵